# طرح ماداگاسکار

جزیره ماداگاسکار در شرق قاره آفریقا

طرح ماداگاسکار نقشه ای مطرح شده توسط دولت آلمان نازی بود که بر پایه آن یهودیان اروپایی به جزیره ماداگاسکار تحت کنترل فرانسه فرستاده می‌شدند. این ایده توسط فرانتس رادماخر، رئیس دپارتمان یهودی اداره امور خارجه، در ژوئن ۱۹۴۰ و کمی پیش از سقوط فرانسه ارائه شد. بر طبق پیشنهاد او، ادارهٔ ماداگاسکار که در آن هنگام مستعمره فرانسه بود به عنوان بخشی از طرح صلح احتمالی میان دو کشور به آلمان سپرده می‌شد.
ایدهٔ استقرار یهودیان لهستانی در ماداگاسکار پیشتر توسط دولت لهستان در ۱۹۳۷ مورد بررسی قرار گرفته بود، ولی گروه ویژه ای که برای بررسی شرایط این جزیره به منظور پیشبرد طرح به آنجا فرستاده شده بودند تخمین زد که تنها ۵٬۰۰۰ تا ۷٬۰۰۰ خانوار یهودی توانایی ساکن شدن در آنجا را دارند. در دوران نازی، به دلیل آنکه تلاش‌های آن‌ها برای تشویق یهودیان به مهاجرت پیش از جنگ جهانی دوم پیشرفت‌های چندانی نداشت، ایدهٔ تبعید یهودیان به ماداگاسکار در ۱۹۴۰ دوباره به جریان افتاد.
رادماخر در ۳ ژوئن ۱۹۴۰ پیشنهاد کرد که ماداگاسکار به عنوان مقصدی برای یهودیان اروپا در نظر گرفته شود. با موافقت آدولف هیتلر، آیشمن یادداشتی غیررسمی را در ۱۵ اوت آن سال منتشر کرد که در آن خواستار بازاستقرار سالانه یک میلیون یهودی به مدت ۴ سال در آن جزیره و ادارهٔ آن توسط حکومت پلیسی و اس‌اس شد. به باور آن‌ها بسیاری از یهودیان در نتیجه شرایط وخیم آب و هوایی ماداگاسکار به کام مرگ می‌رفتند. با این حال، به دلیل محاصره دریایی آلمان توسط ارتش بریتانیا این طرح عملی نشد. در پی شکست در نبرد بریتانیا در سپتامبر ۱۹۴۰، آلمانی‌ها طرح را به تعویق انداختند و در نهایت در ۱۹۴۲ به بایگانی سپردند. طرح ماداگاسکار جای خود را به راه حل نهایی داد که در آن میلیون‌ها یهودی اروپایی با روشی سیستماتیک به قتل رسیدند.

## ریشه‌ها

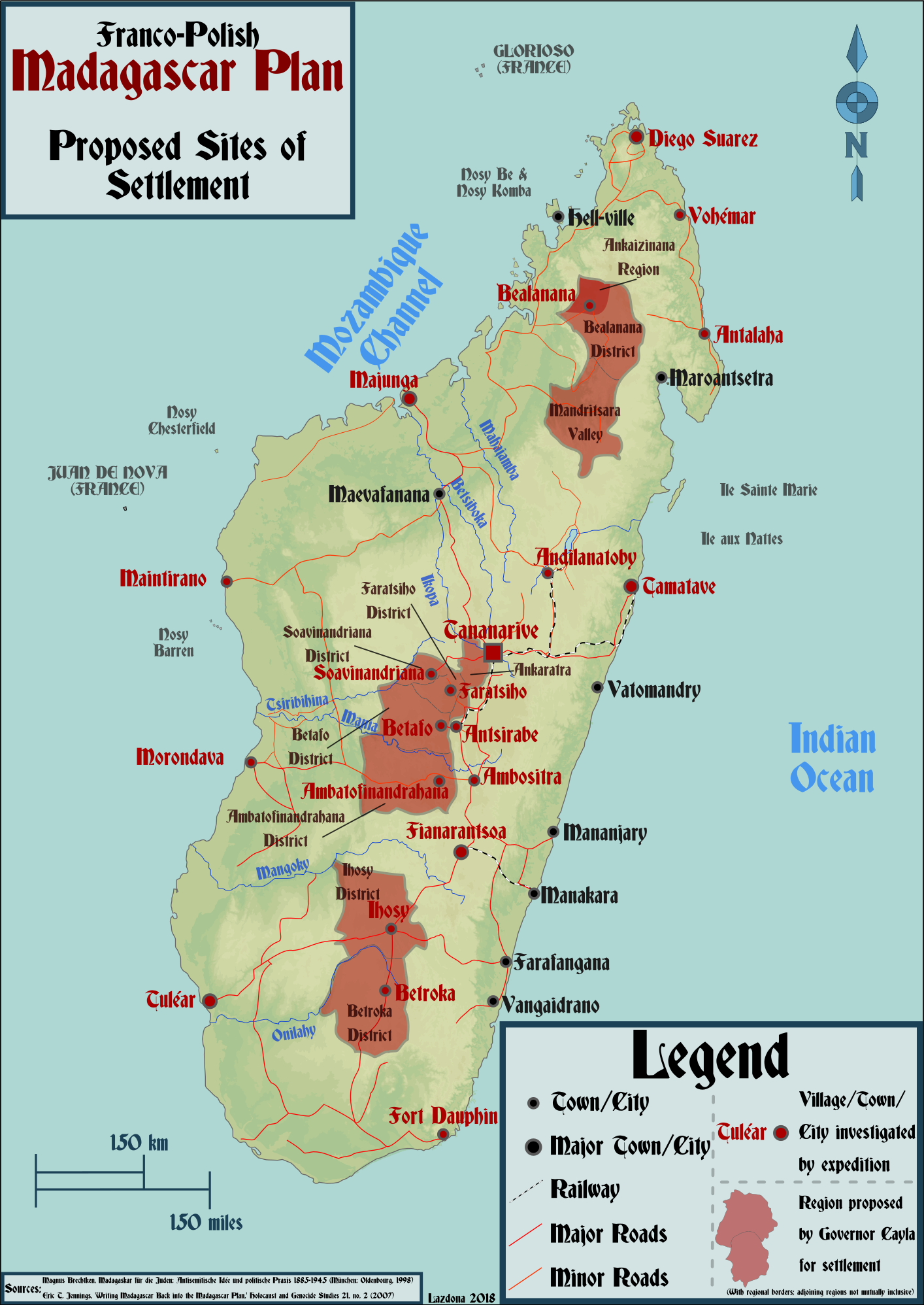
مکان‌های پیشنهادی استقرار یهودیان در ۱۹۳۷ طبق طرح مشترک فرانسه/لهستان

در اواخر سده ۱۸۰۰ و اوایل ۱۹۰۰ میلادی، چندین برنامه برای بازاستقرار یهودیان اروپایی پیش‌درآمدی بر طرح ماداگاسکار بودند. پل د لاگارد، اندیشمند شرق‌شناس، نخست در ۱۸۷۸ در کتاب خود با عنوان Deutsche Schriften («نوشته‌های آلمانی») پیشنهاد تخلیه یهودیان اروپایی و فرستادنشان به ماداگاسکار را داد. اعضای جنبش صهیونیستی همچنین با جدیت به بررسی طرح اوگاندا در ۱۹۰۴–۱۹۰۵ پرداختند که در آن یهودیان روس که جانشان به دلیل پوگروم‌های آن دوره در معرض خطر جدی بود برای زندگی به کنیا فرستاده می‌شدند. این طرح بعدها توسط کنگره جهانی صهیونیسم به دلیل عدم کارایی رد شد. باورمندان به میهنی برای مردم یهودی از جنبش اصلی صهیونیستی فاصله گرفتند و به تلاش خود برای یافتن مکانی که یهودیان در آن بتوانند دولت و کشور مستقل خود را برپا کنند ادامه دادند. ایدهٔ استقرار یهودیان در ماداگاسکار توسط لهستان دوباره مطرح شد و این کشور از فرانسه درخواست کرد تا با همکاری آن بتوانند برای طرح امکان‌سنجی کنند. رئیس گروه اعزامی دو کشور به ماداگاسکار در گزارش خود به امکان اسکان تنها ۵٬۰۰۰ تا ۷٬۰۰۰ خانوار یهودی اشاره کرد. اعضای یهودی گروه اما به دلیل شرایط آب و هوایی بد و زیرساخت‌های نامناسب باور به امکان استقرار تنها ۵۰۰ خانوار داشتند.

## در آلمان نازی
نژادپرستی و یهودستیزی دوپایه اصلی حزب نازی بودند. آزار و اذیت و خشونت علیه یهودیان بلافاصله پس از به قدرت رسیدن نازی‌ها در ۱۹۳۳ آغاز شدند، و آن‌ها از خشونت و فشار اقتصادی برای تشویق یهودیان به ترک اختیاری کشور بهره می‌گرفتند. تا ۱۹۳۹، نزدیک به ۲۵۰٬۰۰۰ تن از ۴۳۷٬۰۰۰ یهودی آلمانی به ایالات متحده، آرژانتین، بریتانیا، و دیگر کشورها از جمله فلسطین تحت قیمومت بریتانیا مهاجرت کرده بودند.
رهبری حزب نازی خواهان تبعید دیگر یهودیان باقی‌مانده به بیرون از خاک آلمان بود. سرزمین‌های بی‌حاصل و خشک مقصدهای مطلوبی برای این منظور تشخیص داده شدند چرا که از شکوفایی یهودیان در سرزمین جدیدشان جلوگیری می‌شد. رایشسفورر-اس‌اس هاینریش هیملر در یادداشت خود به هیتلر در مه ۱۹۴۰ با عنوان «دربارهٔ برخورد با جمعیت‌های بیگانهٔ ساکن شرق» ابراز امیدواری کرد که «... واژهٔ یهود با تبعید گسترده جمعیت‌های ایشان به آفریقا یا مستعمرات دیگر به کلی محو شود.»

### آغاز طرح
بحث‌های اولیه در ۱۹۳۸ میان نظریه‌پردازان نازی همچون یولیوس اشترایشر، هرمان گورینگ، آلفرد روزنبرگ، و یواخیم فون ریبنتروپ شکل گرفتند. ده درصد یهودیان موجود در مناطق تحت کنترل آلمان در آن هنگام را یهودیان لهستانی تشکیل می‌دادند. سفیر وقت لهستان در آلمان، یوزف لیپسکی، از طرف دولت آن کشور به اطلاع آلمان رساند که لهستان خواهان بازستاندن یهودیان لهستانی و برگشتشان به ان کشور نیست و آنانی که گذرنامهٔ لهستانی داشتند از بازگشت منع می‌شدند. هنگامی که ریبنتروپ این مسئله را با وزیر خارجه فرانسه، ژرژ بونه، در دسامبر همان سال مطرح کرد، بونه از پذیرش یهودیان آلمانی بیشتر – که به دلیل فشار نازی‌ها در آلمان به کشورهای دیگر از جمله فرانسه مهاجرت می‌کردند – خودداری کرد و خواست تا آلمان تدابیری برای جلوگیری از ورود این یهودیان به آن کشور اتخاذ کند. از آنجا که فرانسه خود پیشتر برنامه ای را برای بازاستقرار یهودیان در ماداگاسکار در نظر داشت، برنامه‌ریزی از سوی آلمانی‌ها برای ادامهٔ آن طرح به گونه رسمی در ژوئن ۱۹۴۰ آغاز شد. در سوم این ماه، فرانتس رادماخر که به تازگی رئیس دپارتمان یهودی در وزارت امور خارجه آلمان شده بود یادداشتی غیررسمی به ارشد خود، مارتین لوتر، دربارهٔ سرنوشت یهودیان فرستاد. به گفته رادماخر: «راه حل مطلوب این است که همه یهودیان از اروپا بیرون بروند.» او در یادداشت خود از فلسطین به عنوان مقصدی احتمالی یاد کرد، اما به دلیل احتمال تشکیل دولتی یهودی قوی در خاورمیانه، از آن به عنوان گزینه ای نامطلوب نام برد. در عین حال، فلسطین در آن هنگام در کنترل بریتانیای دشمن نازی‌ها بود. رادماخر در نتیجه پیشنهاد کرد که ماداگاسکار به عنوان یک مستعمره فرانسه به عنوان مقصد انتخاب و این مسئله بخشی از گفتگوهای تسلیم فرانسه شود . به گفته رادماخر، یهودیان بازاسکان‌یافته را می‌شد به عنوان گروگان فرض کرد تا از «رفتار خوب رفقای نژادی آن‌ها در آمریکا در آینده» اطمینان حاصل شود.
لوتر این طرح را با وزیر خارجه ریبنتروپ که خود به دنبال برنامه ای مشابه بود در میان گذاشت. تا ۱۸ ژوئن، هیتلر و ریبنتروپ دربارهٔ این طرح با رهبر ایتالیا بنیتو موسولینی صحبت کردند تا به عنوان نقشه ای احتمالی پس از شکست فرانسه در نظر گرفته شود. هنگامی که اس‌اس–اوبرگروپنفورر راینهارد هایدریش، رئیس اداره اصلی امنیت رایش (RSHA)، از این طرح باخبر شد، اصرار کرد تا ریبنتروپ هر گونه وظایف احتمالی آتی دربارهٔ این طرح را به اداره امنیت بسپارد، چرا که هایدریش خود توسط هرمان گورینگ در ژانویه ۱۹۳۹ به مسئولیت نظارت بر اخراج یهودیان اروپا گماشته شده بود. در پی آن، آدولف آیشمان که از مسئولان RSHA و رئیس دفتر IV-B4 برای امور یهودیان بود درگیر طر ماداگاسکار شد. در ۱۵ اوت، او یادداشتی با عنوان «اداره اصلی امنیت رایش: طرح ماداگاسکار» (Reichssicherheitshauptamt: Madagaskar Projekt) منتشر کرد و خواهان بازاسکان یک میلیون یهودی در سال برای ۴ سال و گذار از ایدهٔ باقی گذاشتن حتی یک یهودی در اروپا شد. بر خلاف طرح رادماخر برای تحت کنترل آلمان بودن این مستعمره در عین خودمختاریش، طرح مورد نظر هایدریش خواهان کنترل همه جنبه‌های زندگی در آن جزیره توسط حکومتی نظامی می‌شد.
بیشتر دفترهای حزب نازی، شامل وزارت امور خارجه و دولت عمومی، به این طرح به دیده واپسین امید برای «حل مسئله یهود» با کمک مهاجرت گسترده آن‌ها می‌نگریستند. به ویژه از دید هانس فرانک، فرماندار دولت عمومی در لهستان، بازاستقرار اجباری یهودیان به ماداگاسکار بر تلاش‌ها برای تبعید آن‌ها به لهستان برتری داشت. تا ۱۰ ژوئیه ۱۹۳۹، اخراج یهودیان به لهستان و ساخت گتوی ورشو متوقف شدند چرا که تصور می‌رفت دیگر نیازی به آن‌ها نبود.

### کنار گذاشته شدن طرح
به منظور به دست آوردن توانایی لجستیکی برای انتقال یهودیان به ماداگاسکار، آلمانی‌ها انتظار داشتند با شکست بریتانیا در عملیات شیر دریایی و به دست گرفتن کشتی‌های تجاری آن کشور توسط آلمان بتوانند تعداد زیادی یهودی را با آفریقا بفرستند. با این حال نیروی دریایی آلمان در این عملیات شکست خورد و نیروی هوایی آن کشور نیز نتوانست نیروی هوایی سلطنتی بریتانیا را در نبرد بریتانیا شکست دهد. با ناتوانی در بهره‌گیری از ناوگان کشتی‌های تجاری بریتانیا، طرح ماداگاسکار به مشکلی بنیادین برخورد. در اواخر اوت ۱۹۴۰، رادماخر از ریبنتروپ درخواست کرد تا وی را در وزارت خارجه دیدار کرده تا طرح را دوباره به جریان بیندازند؛ اما ریبنتروپ درخواست او را بی پاسخ گذاشت. به همچنین، هایدریش نیز از موافقت با طرح آیشمن طفره رفت. پس از این هنگام بود که برپایی گتوها در ورشو و دیگر شهرهای لهستان در اوت ۱۹۴۰ از سر گرفته شد. طرح ماداگاسکار رسماً در فوریه ۱۹۴۲ در وزارت امور خارجه به بایگانی سپرده شد. در نوامبر ۱۹۴۲ نیز نیروهای بریتانیایی کنترل جزیره را از دستان فرانسه ویشی بیرون آوردند و به فرانسه آزاد سپردند.
با آغاز برنامه‌ریزی‌ها برای عملیات بارباروسا، هیتلر از هیملر درخواست کرد تا طرحی نو برای نابودی کامل یهودیان اروپایی تهیه کند. هیملر نیز مسئله را به هایدریش سپرد. طرح پیشنهادی هایدریش شامل تبعید اجباری یهودیان به شوروی از راه لهستان بود. بر پایه طرح جامع برای شرق که توسط کنراد مه‌یر تهیه شده بود، همه جمعیت اروپای شرقی اشغالی و شوروی می‌بایست به سیبری تبعید می‌شدند تا یا به عنوان برده به کار گرفته شوند یا پس از شکست شوروی به قتل برسند. این طرح اما منوط به شکست سریع شوروی بود. هنگامی که آشکار شد که جنگ با شوروی طولانی‌تر از پیشبینی‌ها خواهد بود، هایدریش با بازبینی طرح خود تنها به سراغ یهودیان و دیگر گروه‌های مورد نفرت نازی‌ها رفت. از آنجا که جابجایی انبوه جمعیت در مناطق جنگی ناممکن بود، هایدریش تصمیم گرفت تا یهودیان را توسط اردوگاه‌های مرگ که در خاک لهستان برپا شده بودند به قتل برساند. این آغازگر بخش مهمی از رویدادهای موسوم به هولوکاست شد که در نهایت ۵٫۵ تا ۶ میلیون یهودی را نابود کرد.

### برای مطالعهٔ بیشتر
- Ainsztein, Reuben (1974). Jewish Resistance in Nazi-Occupied Eastern Europe. London: Elek Books. ISBN 978-0-236-15490-6.
- Brechtken, Magnus (1998). Madagaskar für die Juden: Antisemitische Idee und politische Praxis 1885–1945 (به آلمانی). Oldenbourg: Wissenschaftsverlag. ISBN 3-486-56384-X.
- Rademacher, Franz (3 July 1940). "The Madagascar Plan: The Jewish Question in the Peace Treaty". Jewish Virtual Library. American-Israeli Cooperative Enterprise.